# 2. česká fotbalová liga 2009/2010
Sezóna 2009/10 2. ligy bude 17. sezónou v samostatné české fotbalové lize. Z minulého ročníku 1. české fotbalové ligy sestoupily tým FK Viktoria Žižkov a FC Tescoma Zlín. Naopak z nižších soutěží postoupili FC Graffin Vlašim jako vítěz ČFL 2008/09 a FC Hlučín jako vítěz MSFL 2008/09.

## Konečná tabulka
| Poř. | Tým                 | Z  | V  | R  | P  | VG | OG | B  |
| ---- | ------------------- | -- | -- | -- | -- | -- | -- | -- |
| 1.   | FC Hradec Králové   | 30 | 20 | 8  | 2  | 47 | 18 | 68 |
| 2.   | FK Ústí nad Labem   | 30 | 20 | 5  | 5  | 52 | 27 | 65 |
| 3.   | FC Tescoma Zlín     | 30 | 17 | 5  | 8  | 49 | 33 | 56 |
| 4.   | FC Vysočina Jihlava | 30 | 15 | 7  | 8  | 57 | 37 | 52 |
| 5.   | FK Viktoria Žižkov  | 30 | 13 | 7  | 10 | 42 | 41 | 46 |
| 6.   | FK Dukla Praha      | 30 | 12 | 8  | 10 | 45 | 41 | 44 |
| 7.   | FC Graffin Vlašim   | 30 | 11 | 7  | 12 | 40 | 41 | 40 |
| 8.   | MFK OKD Karviná     | 30 | 11 | 6  | 13 | 44 | 36 | 39 |
| 9.   | FK Fotbal Třinec    | 30 | 10 | 8  | 12 | 34 | 38 | 38 |
| 10.  | FK Baník Sokolov    | 30 | 9  | 10 | 11 | 37 | 43 | 37 |
| 11.  | FK Baník Most       | 30 | 8  | 12 | 10 | 35 | 38 | 36 |
| 12.  | AC Sparta Praha „B“ | 30 | 6  | 11 | 13 | 33 | 50 | 29 |
| 13.  | FC Hlučín           | 30 | 6  | 11 | 13 | 27 | 43 | 29 |
| 14.  | FC Zenit Čáslav     | 30 | 7  | 8  | 15 | 28 | 49 | 29 |
| 15.  | Slezský FC Opava    | 30 | 6  | 11 | 13 | 30 | 37 | 29 |
| 16.  | FC Vítkovice        | 30 | 4  | 6  | 20 | 23 | 51 | 18 |

Poznámky:
- Z = Odehrané zápasy; V = Vítězství; R = Remízy; P = Prohry; VG = Vstřelené góly; OG = Obdržené góly; B = Body

Poslední aktualizace: 18. 4. 2009
|  | Postup do Gambrinus ligy 2010/11 |
|  | Sestup do MSFL 2010/11           |

## Soupisky mužstev

### FC Hradec Králové
Jiří Lindr (28/0/15),
David Šimon (3/0/2) –
Pavel Černý (29/15),
Radek Dorotík (16/0),
Jan Dvořák (1/0),
Pavel Dvořák (29/7),
Roman Fischer (29/8),
Jaromír Grim (2/0),
Miroslav Hečko (1/0),
Radek Hochmeister (27/5),
Jakub Chleboun (26/0),
Jiří Janoušek (24/0),
David Kalousek (5/0),
Vlastimil Karal (22/0),
Martin Kasálek (25/1),
Ján Nemček (5/0),
Pavel Němeček (7/0),
Ondřej Pacák (1/0),
Václav Pilař (26/9),
Jiří Poděbradský (29/0),
David Přibyl (10/1),
Tomáš Rezek (28/0),
Petr Tomašák (12/1),
Radek Voltr (1/0),
Radim Wozniak (26/0),
Jaroslav Zelený (2/0) –
trenér Václav Kotal

### FK Ústí nad Labem
Radim Novák (29/0/11), 
Radek Porcal (1/0/0) –
Ladislav Benčík (27/0),
Vítězslav Brožík (10/0),
Lukáš Dvořák (22/0),
Pavel Džuban (27/4),
Jan Franc (30/0),
Alois Hyčka (25/0),
Martin Jindráček (30/4),
Pavel Karlík (24/8),
Tomáš Káňa (5/0),
Jan Martykán (29/5),
Alen Melunović (10/2),
Pavel Mišák (2/0),
Jiří Pimpara (10/1),
Pavlo Rudnyckyj (16/2),
Jaroslav Šmrha (18/1),
Michal Valenta (29/9),
Richard Veverka (16/11)
Zdeněk Volek (27/3),
Milan Zachariáš (21/1) –
trenér Svatopluk Habanec

### FC Tescoma Zlín
Aleš Kořínek (15/0/2),
Jindřich Skácel (15/0/6),
Jiří Tobolík (1/0/0) –
Martin Abraham (10/0),
Martin Bača (16/2),
Martin Bačík (14/0),
Pavel Elšík (17/0),
Radek Görner (15/0),
Jan Jelínek (29/0),
Zdeněk Kroča (27/4),
Karel Kroupa (27/14),
Adam Křiva (7/0),
Petr Kurtin (4/0),
Josef Lukaštík (17/1),
Pavel Malcharek (18/2),
Michal Malý (7/0),
Lukáš Motal (2/0),
Filip Novák (26/1),
Lukáš Pazdera (16/2),
Tomáš Poznar (5/0),
David Šmahaj (29/1),
Michal Šrom (13/0),
Jaroslav Švach (4/0),
Petr Švach (6/0),
Martin Vozábal (25/4),
Martin Vyskočil (2/0),
Ivo Zbožínek (27/5),
Libor Žůrek (28/12) –
trenér Ladislav Minář, asistenti Jaroslav Švach a Marek Kalivoda

### FC Vysočina Jihlava
Marcel Krajíček (2/0/0),
Martin Štěpanovský (3/0/1),
Maksims Uvarenko (14/0/8),
Václav Winter (11/0/3) –
Robert Caha (14/1),
Tomáš Cihlář (8/0),
Robin Demeter (5/1),
Petr Dolejš (14/2),
Filip Dort (12/6),
Karel Franěk (9/1),
Jiří Gába (28/0),
Vittorio Da Silva Gabriel (23/0),
Petar Gavrić (14/0),
Radek Görner (14/1),
Jan Gruber (9/0),
Michal Kadlec (16/3),
Karol Karlík (25/4),
David Korčián (9/0),
Jan Kosak (3/0),
Peter Krutý (23/6),
Michal Lovětínský (9/0),
Muris Mešanović (17/13),
Jan Penc (8/1),
Vladimír Peška (3/0),
Pavel Simr (14/2),
Jan Šimáček (10/1),
Jiří Šisler (9/1),
Stanislav Tecl (16/5),
Petr Tlustý (29/1),
Michal Veselý (25/3),
Matěj Vydra (15/3),
Michal Vyskočil (2/0),
Karel Zelinka (4/1) + 1 vlastní gól soupeře –
trenér Luboš Urban

### FK Dukla Praha
Filip Rada (12/0/2), 
Jakub Jakubov (2/0/0),
Martin Svoboda (16/0/1) –
Vadym Antipov (6/0),
Martin Bayer (1/0),
Tomáš Berger (28/4),
Patrik Gedeon (25/0),
Marek Hanousek (23/0),
Pavel Hašek (10/1),
Dani Chigou (26/14),
Min Kang (1/0),
Robert Kokoška (10/0),
Michal Kolomazník (3/1),
Ondřej Kučera (20/0),
Tomáš Kulvajt (17/4),
Donát Laczkovich (2/0),
Martin Macháček (8/0),
Petr Malý (28/5),
Peter Mičic (25/0),
David Mikula (14/0),
Tomáš Pospíšil (20/1),
Jan Svatonský (27/3),
Ondřej Šiml (24/5),
Michal Šmíd (11/1),
Jan Vorel (29/1),
Pavel Vrána (22/4) –
trenér Günter Bittengel

### MFK OKD Karviná
Jakub Kafka (21/0/7),
Tomáš Kučera (9/0/3) –
Jan Buryán (21/0),
Elvist Ciku (19/1),
Adrian Čeman (12/0),
Ondřej Ficek (24/1),
Michal Gottwald (3/0),
Josef Hoffmann (27/1),
Filip Juroszek (6/1),
Tomáš Jursa (26/4),
Tomáš Knötig (7/0),
Marek Kostoláni (12/2),
Zdeněk Látal (1/0),
Dino Medjedović (4/0),
Vladan Milosavljev (29/5),
Vladimír Mišinský (30/11),
Ján Novák (4/0),
Martin Opic (28/13),
Marcel Pavlík (29/2),
Marcin Pontus (18/2),
Michael Reichl (1/0),
Radek Slončík (8/0),
Vladimír Staš (23/0),
Martin Suchý (13/0),
Jan Štajer (5/1),
Hervé Tchami (19/0),
Karel Večeřa (1/0),
Josef Zoller (1/0) –
trenér Leoš Kalvoda

### FK Fotbal Třinec
Václav Bruk (2/0/0),
Martin Lipčák (28/0/10) –
Mariusz Adaszek (7/0),
Marcin Bednarek (22/0),
Ondřej Buzek (2/0),
Ondřej Byrtus (7/0),
Miroslav Ceplák (25/1),
Martin Doležal (24/2),
Pavel Eismann (28/1),
František Hanus (14/2),
Tomáš Hrdlovič (14/0),
Michael Hupka (18/1),
Jaroslav Chlebek (24/1),
Petr Joukl (26/3),
Petr Kobylík (5/0),
Radek Kuděla (26/1),
Petr Lisický (19/1),
Pavel Malíř (29/4),
Martin Maroši (11/1),
Ivan Martinčík (8/0),
Lukáš Matůš (23/2),
Ebus Onuchukwu (17/9),
Petr Stýskala (14/0),
Radek Szmek (25/4) –
trenér Jiří Neček

### FC Hlučín
Jan Hanuš (10/0/2),
Michal Kosmál (16/0/6),
Roman Valeš (4/0/0) –
Lukáš Bartošák (11/1),
Petr Bogdaň (27/1),
Marek Čelůstka (7/1),
Jiří Dobeš (26/2),
Jakub Dohnálek (28/0),
Peter Drozd (9/0),
Łukasz Dzierżęga (15/1),
Radek Gulajev (11/6),
Ondřej Honka (10/0),
Jan Hošek (2/0),
Petr Hošek (7/2),
Tomáš Hrtánek (24/1),
Petr Javorek (30/2),
Radoslav Juřátek (14/1),
Petr Koubek (16/1),
Michal Kovář (6/0),
Václav Mozol (6/0),
Petr Ondrušík (5/1),
Lukáš Poštulka (2/0),
Hynek Prokeš (15/3),
Michal Prokeš (1/0),
Ján Sokol (26/1),
Ronald Šiklić (6/0),
Filip Štýbar (6/0),
Roman Švrček (28/0),
Martin Tomáš (5/0),
Tomáš Vlček (9/0),
Karel Zelinka (7/1),
Petr Žižka (28/1) –
trenéři Pavel Hajný (1.–16. kolo) a Václav Daněk (17.–30. kolo), asistenti Kamil Papuga (1.–16. kolo) a Peter Drozd (17.–30. kolo)

### Slezský FC Opava
Josef Květon (8/0/2),
Otakar Novák (22/0/6) –
Ondřej Bíro (8/0),
Patrik Breškovec (2/0),
Petr Cigánek (23/3),
Vladimír Čáp (25/1),
Jiří Furik (11/0),
Michal Gonda (14/2),
Milan Halaška (24/3),
Luboš Horka (9/0),
Rostislav Kiša (18/0),
Zdeněk Klesnil (12/4),
Jaroslav Kolínek (21/0),
David Korčián (12/1),
Lukáš Krčmařík (2/0),
Ondřej Malohlava (5/0),
Radek Mezlík (17/1),
Radim Nepožitek (21/1),
Martin Neubert (8/0),
Zdeněk Partyš (26/1),
Zbyněk Pospěch (6/3),
Vít Přecechtěl (9/0),
Dušan Půda (12/3),
Jan Schaffartzik (22/2),
Jan Tkadleček (1/0),
Martin Uvíra (27/1),
Robin Wirth (22/1),
Václav Zapletal (19/2) –
trenéři Radoslav Látal (1.–16. kolo) a Jaroslav Horák (17.–30. kolo), asistenti Vilém Axmann (1.–16. kolo) a Josef Mucha (17.–30. kolo)

### FC Vítkovice
Filip Klepek (1/0/0),
Tomáš Vaclík (19/0/3),
Tomáš Vaško (11/0/1) –
Zbyněk Bednář (9/1),
Michal Drábek (14/1),
Václav Cverna (23/1),
Marek Čelůstka (13/0),
Boris Förster (2/0),
Boris Hesek (13/1),
Richard Hritz (25/1),
Petr Janda (8/0),
František Jungmann (14/0),
Radoslav Juřátek (9/0),
Lukáš Klimek (10/0),
Michal Kovář (10/0),
Radim Krása (10/0),
Pavel Krejčíř (11/0),
Roman Kučerňák (10/2),
Jakub Lacina (3/0),
Radovan Lokša (6/0),
Roman Mach (29/0),
Tomáš Mikulenka (15/0),
Martin Motyčka (25/6),
Ján Novák (6/0),
Jiří Pešek (3/0),
Jan Plešek (9/0),
Filip Racko (7/0),
Petr Reinberk (25/4),
Daniel Rygel (9/1),
Thiago Silveira da Silva (5/0),
Peter Sládek (23/5),
Radek Štěpánek (1/0),
Martin Švestka (15/0),
Róbert Ujčík (8/0),
Richard Vaclík (2/0),
Radomír Vlk (10/0),
Jan Vybíral (1/0) –
trenéři Vlastimil Palička (1.–15. kolo), Patrik Krabec (16. kolo), Lubomír Vlk a Patrik Krabec (17.–30. kolo)

## Výsledky
|                     | CAS | DUK | HLU | HRK | JIH | KAR | MOS | OPA | SOK | SPB | TRI | UNL | VIT | VLA | ZLN | ZIZ |
| ------------------- | --- | --- | --- | --- | --- | --- | --- | --- | --- | --- | --- | --- | --- | --- | --- | --- |
| FC Zenit Čáslav     | XXX | 2:1 | 1:0 | 2:2 | 0:3 | 3:1 | 1:1 | 2:1 | 0:1 | 1:1 | 3:2 | 0:3 | 0:1 | 0:1 | 2:3 | 0:3 |
| FK Dukla Praha      | 2:0 | XXX | 2:1 | 0:0 | 1:1 | 0:1 | 0:2 | 1:1 | 0:3 | 2:2 | 0:1 | 3:2 | 3:1 | 5:1 | 3:2 | 2:0 |
| FC Hlučín           | 3:0 | 2:2 | XXX | 1:1 | 1:1 | 1:0 | 0:2 | 0:0 | 0:0 | 0:1 | 0:4 | 2:1 | 2:2 | 0:0 | 2:0 | 0:2 |
| FC Hradec Králové   | 0:0 | 1:0 | 2:0 | XXX | 2:0 | 1:0 | 2:0 | 2:1 | 5:0 | 1:0 | 2:0 | 3:2 | 1:0 | 4:0 | 2:1 | 1:0 |
| FC Vysočina Jihlava | 5:1 | 3:4 | 0:0 | 0:0 | XXX | 5:3 | 3:1 | 0:0 | 2:0 | 3:2 | 4:2 | 1:0 | 2:0 | 3:0 | 0:1 | 2:0 |
| MFK OKD Karviná     | 3:0 | 1:1 | 2:0 | 0:1 | 1:1 | XXX | 4:0 | 2:0 | 2:2 | 1:1 | 3:1 | 2:0 | 4:0 | 3:0 | 2:3 | 0:2 |
| FK Baník Most       | 1:1 | 1:1 | 4:0 | 1:1 | 4:3 | 0:0 | XXX | 0:1 | 1:1 | 4:0 | 3:0 | 1:2 | 1:0 | 0:2 | 2:2 | 1:1 |
| Slezský FC Opava    | 1:1 | 1:0 | 0:1 | 0:1 | 1:2 | 3:0 | 4:2 | XXX | 0:0 | 2:3 | 0:1 | 0:2 | 3:1 | 2:1 | 1:2 | 2:2 |
| FK Baník Sokolov    | 0:2 | 1:0 | 3:3 | 1:2 | 5:1 | 2:0 | 1:1 | 2:1 | XXX | 4:1 | 2:0 | 1:3 | 1:0 | 0:0 | 0:2 | 1:2 |
| AC Sparta Praha „B“ | 4:2 | 2:2 | 2:2 | 0:2 | 0:3 | 0:3 | 0:0 | 0:0 | 1:1 | XXX | 0:0 | 1:2 | 3:1 | 2:3 | 1:2 | 1:4 |
| FK Fotbal Třinec    | 1:1 | 1:2 | 2:1 | 1:1 | 0:0 | 1:3 | 0:0 | 1:1 | 1:0 | 0:1 | XXX | 1:1 | 3:0 | 2:1 | 3:1 | 1:0 |
| FK Ústí nad Labem   | 0:0 | 2:1 | 2:0 | 1:0 | 1:0 | 2:1 | 3:1 | 1:1 | 4:0 | 1:0 | 2:1 | XXX | 2:1 | 0:0 | 2:0 | 2:0 |
| FC Vítkovice        | 1:2 | 1:2 | 1:4 | 1:2 | 3:2 | 1:1 | 0:1 | 0:0 | 3:1 | 0:2 | 0:0 | 1:2 | XXX | 1:1 | 0:0 | 0:1 |
| FC Graffin Vlašim   | 2:1 | 1:2 | 3:0 | 4:2 | 0:1 | 2:0 | 2:0 | 3:1 | 2:2 | 0:0 | 2:0 | 1:2 | 0:2 | XXX | 1:1 | 1:2 |
| FC Tescoma Zlín     | 1:0 | 3:1 | 2:0 | 1:1 | 3:1 | 1:0 | 1:1 | 2:0 | 1:1 | 2:0 | 3:1 | 1:2 | 4:1 | 3:2 | XXX | 0:1 |
| FK Viktoria Žižkov  | 1:0 | 1:2 | 1:1 | 1:2 | 1:5 | 2:1 | 1:1 | 2:2 | 3:1 | 2:2 | 1:3 | 3:3 | 1:0 | 0:4 | 2:0 | XXX |

## Střelci
14 branek:
- Dani Chigou (FK Dukla Praha)
- Karel Kroupa (FC Tescoma Zlín)
- Pavel Černý (FC Hradec Králové)

13 branek:
- Vladimír Bálek (FC Graffin Vlašim)
- Martin Opic (MFK OKD Karviná)

12 branek:
- Richard Kalod (FK Viktoria Žižkov)
- Muris Mešanović (FC Vysočina Jihlava)

11 branek:
- Richard Veverka (FK Ústí nad Labem)
- Vladimír Mišinský (MFK OKD Karviná)
- Libor Žůrek (FC Tescoma Zlín)